# Égéon (lune)
Pour les articles homonymes, voir Égéon (homonymie).
Égéon (Aegaeon, Saturne LIII, désignation provisoire S/2008 S 1) est l'un des plus petits satellite naturel de Saturne.
Sa découverte fut annoncée par Carolyn Porco le 3 mars 2009 d'après des observations effectuées le 15 août 2008,.
Situé dans l'anneau G, son orbite est en résonance 7:6 avec Mimas.
Égéon fait environ 500 m de diamètre et orbite autour de Saturne à la distance moyenne de 167 500 km en 0,808 12 jours.
Son nom fait référence à Égéon, un Hécatonchire, géant de la mythologie gréco-romaine aussi appelé Briarée,.